# Pita (cầu thủ bóng đá)
Pita (cầu thủ bóng đá) (sinh ngày 4 tháng 8 năm 1958) là một cầu thủ bóng đá người Brasil.

## Đội tuyển bóng đá quốc gia Brasil
Pita (cầu thủ bóng đá) thi đấu cho đội tuyển bóng đá quốc gia Brasil từ năm 1980 đến 1987.

## Thống kê sự nghiệp
| Đội tuyển bóng đá Brasil | Đội tuyển bóng đá Brasil | Đội tuyển bóng đá Brasil |
| Năm                      | Trận                     | Bàn                      |
| ------------------------ | ------------------------ | ------------------------ |
| 1980                     | 2                        | 0                        |
| 1981                     | 1                        | 0                        |
| 1982                     | 0                        | 0                        |
| 1983                     | 2                        | 0                        |
| 1984                     | 0                        | 0                        |
| 1985                     | 0                        | 0                        |
| 1986                     | 0                        | 0                        |
| 1987                     | 2                        | 0                        |
| Tổng cộng                | 7                        | 0                        |